# تشارلز جاي هاينز
تشارلز جاي هاينز (بالإنجليزية: Charles J. Hynes)‏ هو محامي أمريكي، ولد في 28 مايو 1935 في Flatbush ‏ في الولايات المتحدة، وتوفي في 29 يناير 2019 بسبب سرطان.